# Vranovice (okres Příbram)
Vranovice (německy Wranowitz) jsou obec v okrese Příbram ve Středočeském kraji, asi 11 km jihozápadně od Příbrami. Žije zde 342 obyvatel.

## Historie
První písemná zmínka o obci pochází z roku 1318. Nacházely se zde dvě tvrze, jedna ve vsi, druhá na vršku zvaném Hůrka. Sídlila zde chudší větev rodu Buziců, kteří se psali s přídomkem z Vranovic. Z nich jsou připomínáni Jiřík z Vranovic (1337,1367); Oldřich z Vranovic (1367); Jaroslav z Vranovic (1378), který se roku 1418 psal z Valdeka a Vranovice prodal. Roku 1418 byl pánem na Vranovicích Hašek ze Zvířetic. Později byly Vranovice přikoupeny k Rožmitálu. V roce 1469 postoupili bratři Lev a Protiva z Rožmitálu Vranovice králi Jiřímu z Poděbrad výměnou za Mirotice. Následně byly opět Vranovice připojeny k Rožmitálu. Tzv. Pustá tvrz ve vsi byla v 16. století nějaký čas v držení Žákavce z Žákavy, který si k ní držel dvůr ve vsi a nově vystaven byl dvůr i k tvrzi na Hůrce. V té době byla i tvrz na Hůrce zpustlá o čemž svědčí Václav Hájek z Libočan, který byl v roce 1526 farářem ve Starém Rožmitále. Ale pamatovalo se dobře, že na obou tvrzích sídlili páni se sviní hlavou v erbu.
Vranovice často postihovaly požáry. Roku 1634 vyhořely 4 grunty. Roku 1654 vyhořelo 9 gruntů a 4 domky. Roku 1654 vyhořely 2 grunty a krátce na to 9 gruntů a panská stodola. Velký oheň vypukl 13. srpna 1888, kdy shořelo 32 domů a kaple. Roku 1889 vyhořel statek č. 27. Roku 1920 vyhořely dva statky a roku 1921 lehlo popelem devět domů – tyto požáry byly pravděpodobně založeny úmyslně.
Dne 14. dubna 1925 začal do obcí jezdit autobus, který zajistil pravidelné spojení mezi Příbramí a Rožmitálem.
V roce 1937 byla obec elektrifikována. Poprvé se začalo svítit 8. listopadu 1937. Následujícího roku byl dostaven první úsek silnice Láz – Rožmitál od Jakem u Lázu až k hostinci Františka Mazance ve Vranovicích. Následně se započalo se stavbou druhého úseku silnice.
Dne 15. září 1946 byla v obci odhalena pamětní deska obětem nacismu. Události byli přítomni partyzáni z Brdských lesů a vojáci zahraničního odboje. Ve stejném roce byla opravena kaplička a byl vyhlouben rybníček nade vsí jako zásobárna vody v případě požáru.
V roce 1956 bylo schváleno převzetí zemědělské půdy od některých zemědělců a předání státu v rámci znárodňování. Následujícího roku začala stavba družstevního kravína. Zednické práce byly zadány Okresní zemědělské výstavbě, pomocné práce místní stavební skupině, byly vyhlašovány pracovní povinnosti všech občanů. Kravín byl zprovozněn 5. prosince 1958. Během 50. let byla vystavěna nová požární zbrojnice a autobusová zastávka u kapičky. V listopadu 1965 začala výstavba cesty mezi Vranovicemi a Sedlicí, která byla dokončena v roce 1968. Obec byla také nově osvětlena. V roce 1967 byl vybudován a opatřen zábradlím nový taras kolem potoka, který protéká podél hlavní silnice. Silnice Vranovice – Sedlice byla napojena na silnici Sedlice – Rožmitál. V 60. letech byla také dokončena výstavba 1. bytové jednotky se čtyřmi byty pro JZD a zároveň byla zahájena výstavba 2. bytové jednotky. V 70. letech probíhaly v obci meliorační práce, systematická drenáž a hloubení koryt pro odtok vody.
V roce 1975 byla dokončena výstavba koupaliště, které zároveň slouží jako požární nádrž. Při jeho výstavbě byly objeveny pozůstatky starého mlýna, o kterém se nedochovaly žádné písemné prameny. Jedno kamenné mlýnské kolo bylo vyzdviženo a usazeno jako památka na hráz koupaliště. Ve stejném roce byla provedena kabelizace stávajícího drátového telefonního vedení. 
V září 1989 byla za pomoci obyvatel obce opravena kaplička. V 90. letech se rozpadá většina zájmových sdružení, aktivní zůstalo pouze Sdružení dobrovolných hasičů a myslivecké sdružení.
V roce 2018 obec oslavila výročí 700 let své existence a 130 let od založení obecního hasičského sboru.

## Obecní správa

### Části obce
- Vranovice (k. ú. Vranovice pod Třemšínem a Vranovice v Brdech)

Součástí obce je také základní sídelní jednotka Vranovice v Brdech. K obci patří také Melínka, Mučírna a Na Urale.
V letech 1850–1889 k obci patřily Strýčkovy a v letech 1850–1889 a od 1. července 1960 do 23. listopadu 1990 také Hoděmyšl.
Sousedními obcemi sídla jsou Sedlice, Láz, Rožmitál pod Třemšínem a Vysoká u Příbramě.
V souvislosti se zánikem vojenského újezdu Brdy bylo k 1. lednu 2016 k obci připojeno katastrální území Vranovice v Brdech, které vzniklo k 10. únoru 2014. Toto území má rozlohu 7,630 929 km² a je zde evidováno 0 budov a 0 obyvatel.

### Územněsprávní začlenění
Dějiny územněsprávního začleňování zahrnují období od roku 1850 do současnosti. V chronologickém přehledu je uvedena územně administrativní příslušnost obce v roce, kdy ke změně došlo:
- 1850 země česká, kraj Plzeň, politický i soudní okres Březnice[10]
- 1855 země česká, kraj Písek, soudní okres Březnice
- 1868 země česká, politický okres Blatná, soudní okres Březnice
- 1939 země česká, Oberlandrat Klatovy, politický okres Blatná, soudní okres Březnice[11]
- 1942 země česká, Oberlandrat Plzeň, politický okres Strakonice, soudní okres Březnice[12]
- 1945 země česká, správní okres Blatná, soudní okres Březnice[13]
- 1949 Plzeňský kraj, okres Blatná[14]
- 1960 Středočeský kraj, okres Příbram
- 2003 Středočeský kraj, okres Příbram, obec s rozšířenou působností Příbram

### Starostové
- Zdeněk Pazderník (?–2014)
- Blanka Strnadová (2014–současnost)

### Znak a vlajka
Ve znaku je zlatý štít se zeleným vydutým hrotem provázeným vpravo černou vránou, obrácenou doleva, vlevo černou kančí hlavou se stříbrnou zbrojí. V hrotu lilie nad hornickými kladívky, vše zlaté. List vlajky tvoří dva svislé pruhy, žlutý a zelený. Ve žlutém pruhu černá vrána nad černou kančí hlavou s bílou zbrojí, v zeleném lilie nad hornickými kladívky, oboje žluté. Poměr šířky k délce listu je 2 : 3.

### Členství ve sdruženích
Vranovice jsou členem ve svazku obcí Mikroregion Třemšín, který vznikl v roce 2000 s cílem celkového rozvoje regionu.

## Obyvatelstvo
Počet obyvatel od začátků sčítání obyvatel má od roku 1900 sestupnou tendenci. Menší nárůst obyvatel byl zaznamenán až při sčítání obyvatel v roce 2011. Nejvíce obyvatel (634) zde žilo při s čítání obyvatel v roce 1890. Nejvýraznější úbytek obyvatel byl zaznamenán v roce 1930, kdy oproti roku 1921 ubylo 95 obyvatel. Nejmenší počet obyvatel (248) byl zaznamenán v roce 2001. Vývoj počtu obyvatel a sčítání domů je uveden v tabulce:
| Rok                   | 1869 | 1880 | 1890 | 1900 | 1910 | 1921 | 1930 | 1950 | 1961 | 1970 | 1980 | 1991 | 2001 | 2011 | 2021 |
| --------------------- | ---- | ---- | ---- | ---- | ---- | ---- | ---- | ---- | ---- | ---- | ---- | ---- | ---- | ---- | ---- |
| Počet obyvatel        | 558  | 615  | 634  | 583  | 564  | 547  | 452  | 418  | 373  | 348  | 292  | 258  | 248  | 287  | 297  |
| Rozdíl počtu obyvatel | –    | +57  | +19  | –51  | –19  | –17  | –95  | –34  | –45  | –25  | –56  | –34  | –10  | +39  | +10  |
|                       |      |      |      |      |      |      |      |      |      |      |      |      |      |      |      |
| Počet domů            | 79   | 86   | 92   | 99   | 96   | 94   | 104  | 111  | 106  | 105  | 93   | 108  | 108  | 114  | 121  |
| Rozdíl počtu domů     | –    | +7   | +6   | +7   | –3   | –4   | +10  | +7   | –5   | –1   | –12  | +15  | 0    | +6   | +7   |

## Společnost

### Rok 1932
V roce 1932 byly v obci evidovány tyto živnosti a obchody: 3 hostince, kolář, konsum, kovář, krejčí, rolník, řezník, 2 obchody se smíšeným zbožím, Spořitelní a záložní spolek pro Vranovice, 2 trafiky, 2 truhláři.

## Školství

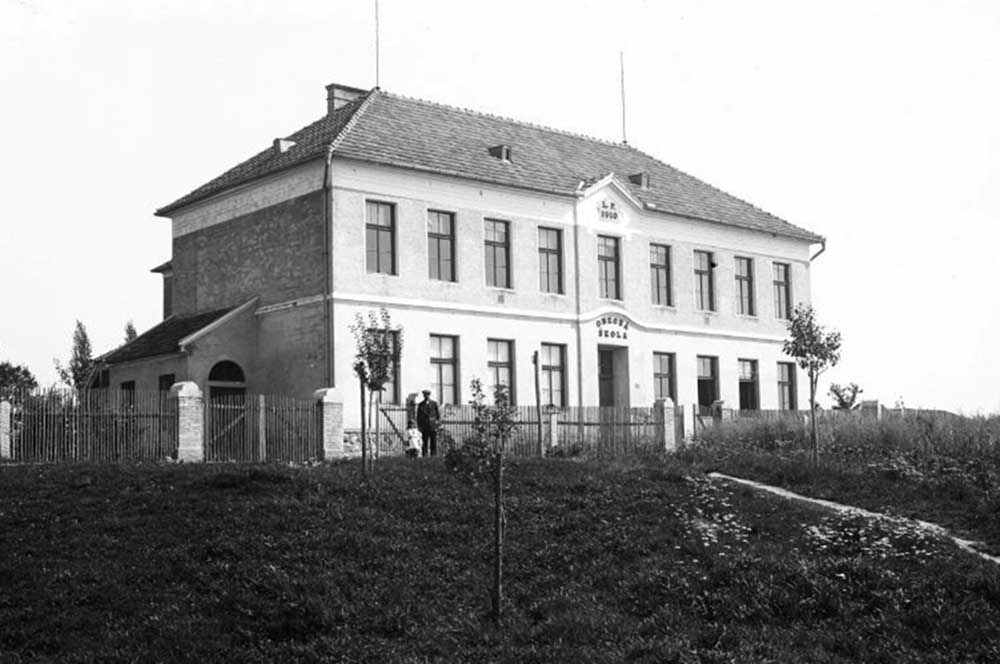
Obecní škola ve Vranovicích; foto: Adolf Růžička

V roce 1905 si obecní výbor odhlasoval, že chce mít ve Vranovicích vlastní školu. Do té doby chodily děti do školy v Rožmitále. Dne 10 září 1911 byla slavnostně vysvěcena nová dvoutřídní škola a 16. září se v ní začalo vyučovat. První rok ve škole prozatímně vyučovali František Černý a Václav Míka. Od 1. ledna 1912 zde definitivně na místo řídícího učitele nastoupil František Bláha, František Černý jako učitel 1. třídy a Barbora Michálková jako industriální učitelka. V roce 1913 do školy chodilo 103 dětí – 55 chlapců a 48 dívek. V roce 1925, elektrotechnik z Rožmitálu František Durdil, zapůjčil do školy svou radiovou stanici, aby si místní obecenstvo mohlo poprvé poslechnout radio. První radio si ve Vranovicích pořídil řídící učitel Karel Hrdina 1. května 1926. Ve stejném roce byla zrušena druhá třída. Ve škole se vyučovalo do roku 1966, kdy zdejší děti začaly navštěvovat nově postavenou školu J. J. Ryby v Rožmitále pod Třemšínem. Na podzim 1976 byla započata přestavba bývalé školy na jednotřídní mateřskou školu, která byla dokončena v roce 1979. V roce 1997 byla při mateřské škole zřízena školní družina pro děti do 11 let. Od roku 1942 je ve školní budově umístěna kancelář a zasedací místnost obecního úřadu.

## Pamětihodnosti
- Tvrz Vranovická Hůrka – archeologické naleziště
- Tvrz Melichárek – archeologické naleziště
- Kaple sv. Anny – osmiboká kaple z roku 1888 stojí u hlavní silnice z Rožmitálu do Příbrami. Lříž před kaplí pochází z roku 1851.Tvrz Vranovická hůrka

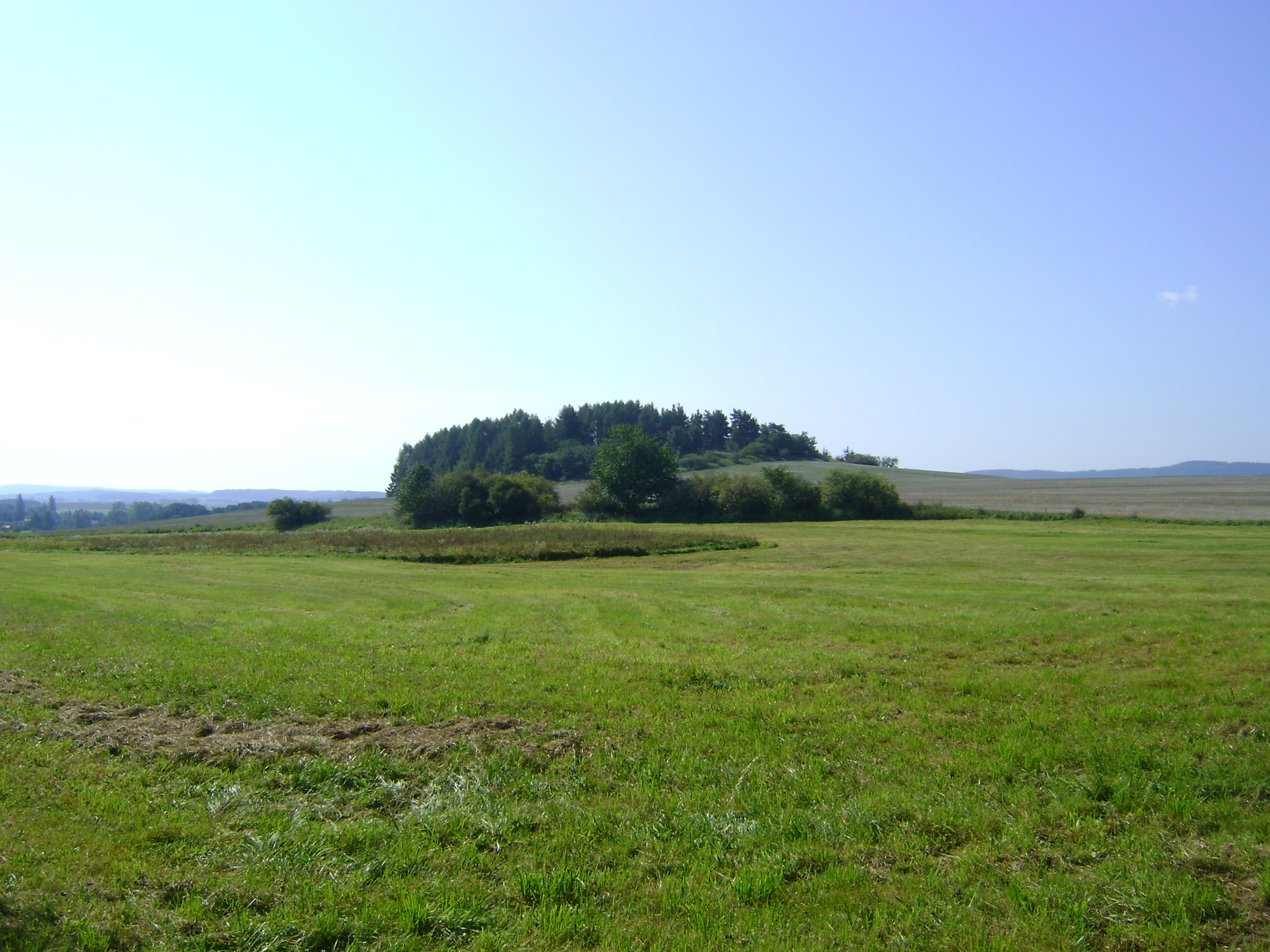
Tvrz Vranovická hůrka

## Doprava

### Dopravní síť
Obcí vede silnice I/18 Rožmitál pod Třemšínem – Příbram – Sedlčany – Votice. Železniční trať ani stanice či zastávka na území obce nejsou.

### Autobusová doprava 2024
Autobusovou dopravu v obci Vranovice zajišťuje společnost Arriva Střední Čechy. Obec je součástí Pražské integrované dopravy (PID). V obci se nachází zastávka Vranovice. Na silnici I/18 směrem do Příbrami se nacházejí zastávky Vranovice,dvůr a Vranovice,Ural. Autobusová linka 521 spojuje Vranovice s Lázem, Bohutínem a Příbramí a na druhou stranu se Sedlicí nebo Hoděmyšlem, Rožmitálem pod Třemšínem, Věšínem a Bukovou.

## Turistika
V obci končí cyklotrasa č. 2273 Trokavec – Padrťský ryb. – Nepomuk – Vranovice.